# Ústav pro jazyk český Akademie věd České republiky
Ústav pro jazyk český AV ČR, v. v. i., zkr. ÚJČ, je jedním z vědeckých ústavů Akademie věd České republiky. Jeho úkolem je základní i aplikovaný výzkum současného českého jazyka i jeho historie. Ústav poskytuje také služby veřejnosti, zejména poradenství v jazykových otázkách.

## Historie
V roce 1891 byla založena Česká akademie věd a umění (ČAVU). Mezi její úkoly patřilo mimo jiné vypracování velkého výkladového slovníku českého jazyka. Návrh na zahájení přípravných prací na slovníku, obsahující jeho obecnou koncepci, popis postupu prací a rozvržení finančního zabezpečení, vypracovali František Pastrnek, František Štěpán Kott a Josef Zubatý a 19. března 1905 předložili na schůzi lexikografické a dialektologické komise při III. třídě ČAVU, Kott byl předsedou této komise. O návrhu jednaly následující čtyři schůze komise a také schůze celé III. třídy ČAVU. Na základě těchto jednání byly přípravné práce zahájeny, a to podle pravidel zaznamenaných ve Zprávě lexikografické a dialektologické komise ze dne 6. února 1906.
Rozhodnutím III. třídy Akademie věd byla v květnu 1911 zřízena Kancelář Slovníku jazyka českého, jejíž činnost byla financována především subvencemi ministerstva školství a na kterou přispívaly také III. třída ČAVU a Nadání Josefa, Marie a Zdenky Hlávkových. Zpočátku měla činnost kanceláře převážně organizační charakter a jediným interním zaměstnancem se stal její první sekretář František Trávníček, později v kanceláři pracovali ještě další čtyři interní pracovníci z řad studentů a absolventů Filosofické fakulty UK.
Vlastní práce na slovníku nadále řídil a realizoval sbor lexikografů, členů lexikografické a dialektologické komise, který se scházel jednou měsíčně. Komise ve složení František Pastrnek (vedoucí), Josef Zubatý, František Bílý, Václav Flajšhans, Josef Havlík, Josef Janko, Jiří Polívka a Emil Smetánka na schůzi dne 24. června 1911 deklarovala záměr: „Chceme poříditi důkladný slovník novočeského jazyka spisovného (od doby obrození, asi od 1770, do začátku 20. století inclus.)“ s tím, že je třeba „těžiti pro výklad i z dosavadních výsledků práce o jazykových fasích starších a dialektických“. Sbor se scházel jednou měsíčně, v roce 1915 se ke komisi připojil Oldřich Hujer a od roku 1917 byl jejím členem Václav Ertl.
V době 1. světové války vedl interní práci kanceláře Miloš Weingart. Po jeho habilitaci v roce 1919 byl na návrh komise prvním ředitelem kanceláře ustanoven Václav Ertl. Pod jeho vedením pracovali v kanceláři Bohuslav Havránek a Alois Získal, od roku 1921 Quido Hodura. V roce 1929 zemřel Václav Ertl a jeho nástupcem byl jmenován Quido Hodura, v průběhu 30. let se personální obsazení Kanceláře obměňovalo. V roce 1939 odešel Quido Hodura do penze a jeho nástupcem byl jmenován Alois Získal.
Excerpci zdrojů pro zamýšlený slovník prováděli externí spolupracovníci – středoškolští profesoři uvolňovaní na „placenou dovolenou“, studenti vysokých škol, ale často i laičtí dobrovolníci. Kancelář též spolupracovala s významnými českými odborníky jednotlivých oborů i s odbornými institucemi, například s Českou maticí technickou, Jednotou právnickou aj. V roce 1935 začal vycházet Příruční slovník jazyka českého, do roku 1957 vyšlo 8 dílů v 9 svazcích.
Za německé okupace se kancelář stala útočištěm vysokoškolských studentů (i těch, co lingvistiku nestudovali) a asistentů před totálním nasazením. Jejími členy tehdy byli mimo jiné Alois Jedlička, Rudolf Havel, Karel Horálek a botanik Václav Jirásek. Do prací na slovníku se zapojili i jazykovědci, např. František Ryšánek, Bohuslav Havránek, Václav Machek a Vladimír Šmilauer.
Již stanovy akademie z roku 1923 umožňovaly zřizovat v rámci ČAVU samostatná pracoviště – ústavy. Snahy osamostatnit tímto způsobem Kancelář Slovníku jazyka českého a přeměnit ji na komplexní výzkumné pracoviště se však prosadily až po konci druhé světové války. Návrh na zřízení Ústavu pro jazyk český byl přednesen 30. června 1945 na 98. schůzi lexikografické a dialektologické komise a byl schválen dne 25. července 1945 plénem III. třídy ČAVU a dne 6. února 1946 správní komisí ČAVU. Akademickým referentem nového ústavu byl ustanoven Bohuslav Havránek a interním řízením pověřen dosavadní ředitel kanceláře Alois Získal. V letech 1946–1952 ústav spravovala Česká akademie věd a umění, avšak po hospodářské a personální stránce byla jeho činnost zajišťována ministerstvem školství, podobně jako předtím činnost kanceláře.
Usnesením 3. plenární schůze Vládní komise pro vybudování Československé akademie věd ze dne 30. března 1952 byl ústav od 1. ledna 1953 začleněn do Československé akademie věd pod názvem Ústav pro jazyk český ČSAV. Ředitelem byl jmenován Bohuslav Havránek, vědeckým tajemníkem František Daneš.
Podle § 18 odst. 2 zákona č. 283/1992 Sb., o Akademii věd České republiky (citovaný článek chybně uvádí číslo zákona 238), se Ústav pro jazyk český stal dne 31. prosince 1992 pracovištěm Akademie věd České republiky, a to pod názvem Ústav pro jazyk český AV ČR. Dnem 1. ledna 2007 se právní forma na základě zákona č. 341/2005 Sb., o veřejných výzkumných institucích, změnila ze státní příspěvkové organizace na veřejnou výzkumnou instituci.

## Úkoly a postavení ústavu

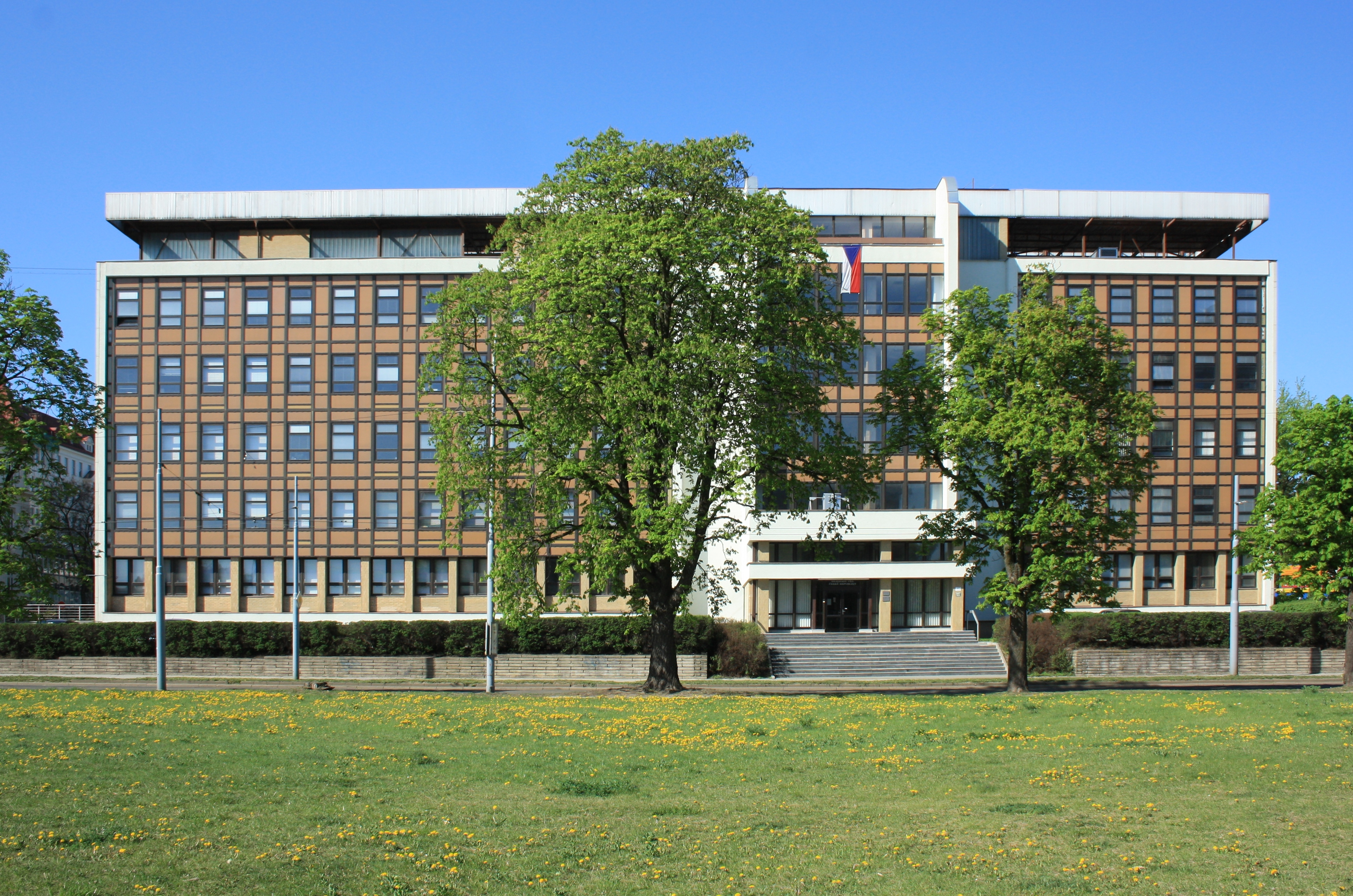
Budova Akademie věd v Brně, která je také sídlem dvou oddělení ÚJČ

Ústav je akademickým pracovištěm zabývajícím se vědeckým výzkumem spisovných i nespisovných podob národního jazyka, a to z hlediska synchronního i diachronního. Získané poznatky jsou aplikovány v obecné poradenské praxi a konzultační činnosti pro veřejnost, ve školní a mimoškolní výchově i v komerčních aplikacích a výsledky práce ústavu jsou veřejnosti prezentovány jak tištěnými formami, tak i prostřednictvím internetu.
Ačkoliv jeho autorita nepramení ze zvláštního zákonného statusu, ústav je de facto všeobecně uznávanou kodifikační autoritou a regulátorem spisovné češtiny.[zdroj?] Kodifikace má charakter doporučení, pouze v oblasti školního vyučování je závazná[zdroj?] (garantem je zde MŠMT).[zdroj?] Ke kolizi názorů ústavu a ministerstva školství došlo například v reakci na reformu pravopisu i spisovné výslovnosti novým vydáním pravidel pravopisu v roce 1993, kdy na doporučení ministerstva ústav uspořádal konferenci a v rámci dalších diskuzí komise pověřených pracovníků Ústavu pro jazyk český a zástupců vysokých škol vypracovala samostatný tzv. Pilipův dodatek, který reformu zčásti zmírnil a korigoval. Tento výnos byl prohlášen za závazný pro školskou praxi. Ústav pro jazyk český jej přesto v nejbližších následujících vydáních Pravidel nezapracoval do hesel slovníkové části, nýbrž jej pouze uvedl jako „Pravopisnou poznámku“ na konci knihy.

## Ředitelé
- Alois Získal (1946 (pověřen interním vedením ústavu) –1952)
- Bohuslav Havránek (1946 (akademický referent po boku vedoucího dr. Aloise Získala; ředitelem 1952/1953–1965)
- František Daneš (1965–1970)
- Miloš Dokulil (dle Bohuslava Havránka byl ustanoven prozatímním vedoucím ústavu od 1. července 1970)[2]
- Karel Horálek (1972–1978)
- Jan Petr (1978–1989)
- František Daneš (1990–1994)
- Jiří Kraus (1994–2002)
- Karel Oliva (2003–2016)
- Martin Prošek (od 2016, jmenován pro období do roku 2021)[3]

## Publikace

### Jazykovědné časopisy
Ústav pro jazyk český vydává či vydával následující odborná jazykovědná periodika:

#### V současnosti
- Acta onomastica
- Korpus – gramatika – axiologie
- Naše řeč
- Slovo a slovesnost

#### V minulosti
- Časopis pro moderní filologii
- Linguistica Pragensia

### Slovníky
Oddělení současné lexikologie a lexikografie ÚJČ AV ČR vydalo a vydává slovníky. Jsou to:
- Příruční slovník jazyka českého

Slovníky s kodifikačním statutem:
- Slovník spisovného jazyka českého
- Slovník spisovné češtiny pro školu a veřejnost
- Akademický slovník cizích slov
- Akademický slovník současné češtiny

Slovníky speciální a nenormativní:
- Nová slova v češtině. Slovník neologizmů 1 (1998), Nová slova v češtině. Slovník neologizmů 2 (2004)
- Valenční slovník nejčastějších českých sloves (1997)
- Slovník slovesných, substantivních a adjektivních vazeb a spojení (2005)

### Jiné publikace
Dialektologické oddělení vydalo v letech 1992–2011 šestidílný Český jazykový atlas, zachycující stav běžné mluvy a českých nářečí v 60.–70. letech 20. století.

### Publikace k dispozici online
- Akademický slovník současné češtiny
- Slovník spisovného jazyka českého
- Příruční slovník jazyka českého
- Česko-německý slovník Fr. Št. Kotta
- Internetová jazyková příručka ÚJČ
- Český jazykový atlas
- Ústavní odborný časopis Naše řeč
- Slovo a slovesnost – vědecký časopis věnovaný teorii a kultuře jazyka